# Relations entre les États-Unis et la Sierra Leone
Les relations entre les États-Unis et la Sierra Leone sont les relations bilatérales entre les États-Unis, pays d'Amérique du Nord, et la Sierra Leone, en Afrique de l'Ouest.

## Avant l'indépendance
Les relations entre les États-Unis et la Sierra Leone remontent au moins à 1748, lorsque la société londonienne Grant, Sargent et Oswald reconstruisit le fort commercial abandonné de Bunce Island et se concentra sur l'approvisionnement en esclaves de Charleston, en Caroline du Sud, où les planteurs de riz locaux payaient une prime pour les esclaves de la Sierra Leone et des régions voisines de la côte du riz d'Afrique de l'Ouest en raison de leurs connaissances et compétences spécialisées dans la culture du riz,.
Richard Oswald (en) était l'associé principal du cabinet Grant, Sargent et Oswald. Henry Laurens avait établi une relation personnelle et commerciale étroite avec Oswald lorsqu'il fut envoyé en Grande-Bretagne pour apprendre le commerce avec la société commerciale familiale Oswald. Chaque année, les agents d'Oswald sur l'île Bunce envoyaient à Charleston plusieurs navires transportant entre 250 et 350 esclaves. Laurens a fait la publicité des esclaves et les a vendus aux enchères aux planteurs de riz locaux, gagnant une commission de dix pour cent. Il utilisa ses gains pour acheter du riz de Caroline qu'il envoyait à Oswald à Londres, souvent sur le même navire qui amenait les esclaves de l'île Bunce. Le lien entre Oswald et Laurens, entre la Sierra Leone et la Caroline du Sud, autour du commerce d'esclaves et de riz, a enrichi les deux hommes, les a propulsés tous deux en politique et a finalement influencé le cours de l'histoire américaine. Oswald a conseillé le Premier ministre Lord North sur les réglementations commerciales et sur la meilleure façon de répondre à la rébellion en Amérique. Pendant ce temps, Laurens était président du Second Congrès continental et fut plus tard envoyé à La Haye pour négocier un traité de soutien néerlandais. La marine britannique a capturé Laurens et il a été accusé de haute trahison et emprisonné à la Tour de Londres jusqu'à ce qu'Oswald paie la caution de son partenaire commercial américain,.
Jaloux du succès commercial de l'île Bunce, les Français profitèrent en 1779 de leur alliance avec les révolutionnaires américains pour attaquer et détruire le fort négrier. Ainsi, une bataille de la Révolution américaine a effectivement eu lieu en Sierra Leone.
En 1782, le Congrès continental nomma Laurens comme l'un des quatre commissaires de paix américains (avec John Adams, Benjamin Franklin et John Jay) qui négocieraient l'indépendance des États-Unis et la fin officielle de la guerre en vertu du traité de Paris. Le Premier ministre Lord Shelburne nomma Oswald à la tête des plénipotentiaires britanniques. Ainsi, l'indépendance des États-Unis a été négociée, au moins en partie, entre les partenaires britanniques et américains dans le commerce des esclaves de la Sierra Leone vers la Caroline du Sud,.
En 1858, les États-Unis ont officiellement ouvert un consulat à Freetown dirigé par l'agent commercial John E. Taylor, qui avait été nommé officieusement consul par intérim dès 1853 par le commodore Issac Mayo (en) de l'USS Constitution. Le consulat était chargé de protéger les citoyens américains et de promouvoir les intérêts commerciaux des États-Unis, avec l'aide, si nécessaire, des navires de guerre américains de l'Africa Squadron. Freetown est devenu responsable de toute l'Afrique de l'Ouest en dehors du Libéria, les postes de Gorée-Dakar, Bathurst, Saint-Louis et Bissau ayant été fermés. Lorsque la triple ville de Dakar (avec Gorée et Rufisque) devient le siège du Gouvernement général de l'Afrique occidentale française, la responsabilité de l'Afrique occidentale y est transférée et le consulat de Freetown est fermé le 30 mars 1915,,.
En 1862, Timothy R. Hibbard et Charles V. Dyer (en) furent nommés respectivement arbitre et juge du Tribunal de commission mixte (en) anglo-américaine pour la répression de la traite des esclaves en Sierra Leone à Freetown, créée par le Traité Lyons-Seward de 1862 (en) pour statuer sur les allégations de traite illégale d'esclaves et condamner les navires négriers. Comme la traite négrière transatlantique a décliné dans les années 1860, les tribunaux anglo-américains n'ont jamais été appelés à trancher une affaire. Hibbard et Dyer ont cependant entrepris une intervention plus large en proposant un système de traités avec les nations africaines qui, dans le but de supprimer la traite des esclaves, permettrait d'étendre le commerce américain en Afrique de l'Ouest, d'introduire une protection militaire américaine à l'intérieur du continent et de « civiliser » les populations locales par le biais d'une réforme agricole,.

## Après l'indépendance

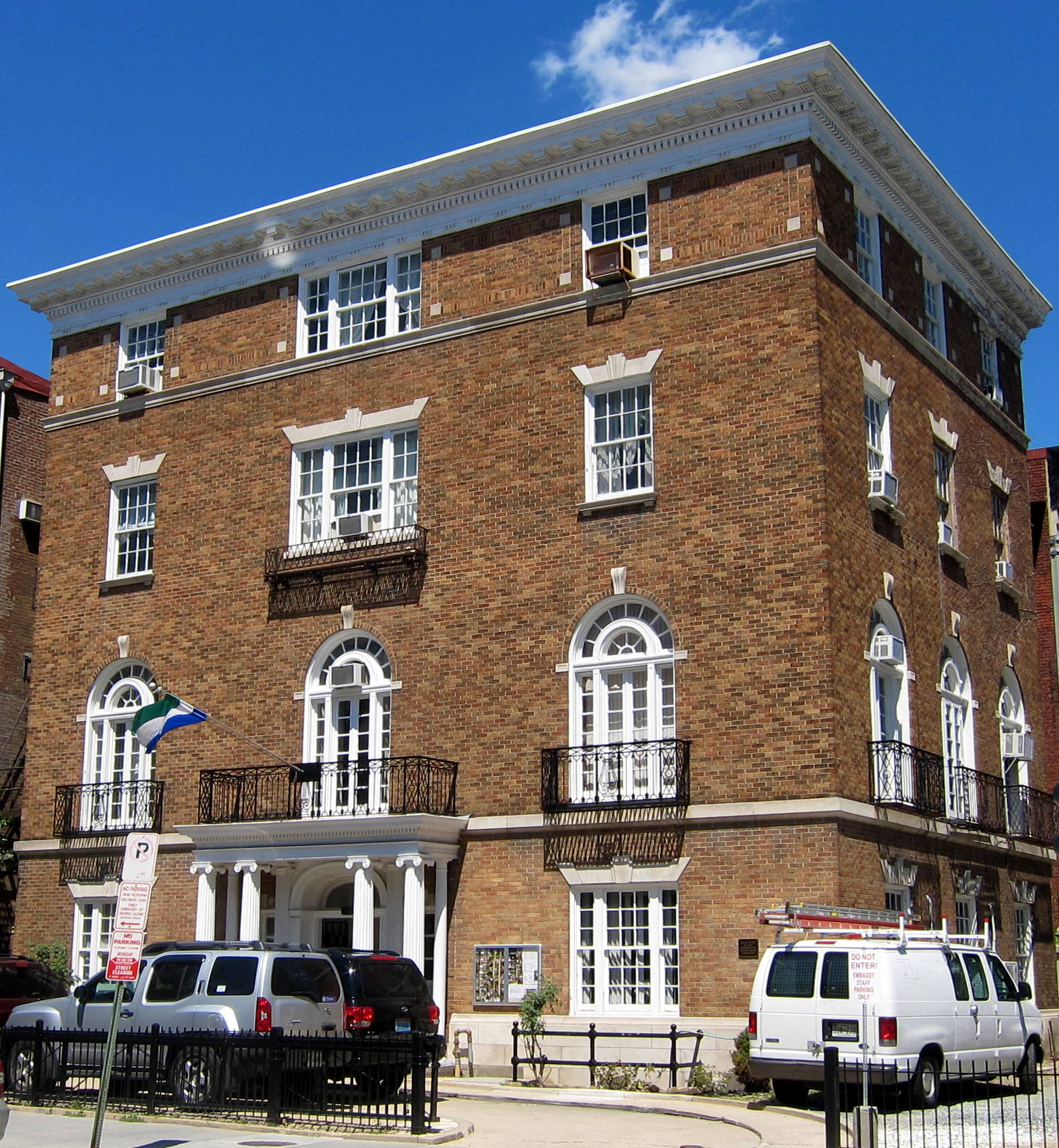
Ambassade de Sierra Leone à Washington, DC

En 1959, les États-Unis ont rouvert le consulat de Freetown et l'ont élevé au rang d'ambassade lorsque la Sierra Leone est devenue indépendante en 1961. Les relations entre les États-Unis et la Sierra Leone sont aujourd'hui cordiales, les liens ethniques entre les groupes des deux pays suscitant un intérêt historique croissant. Plusieurs milliers de Sierra-Léonais résident aux États-Unis. Les États-Unis ont reconnu l'indépendance de la Sierra Leone du Royaume-Uni le 27 avril 1961. Les relations diplomatiques ont été initiées le même jour, avec l'élévation du consulat général américain existant à Freetown au statut d'ambassade. Herbert Reiner Jr. (en) a exercé les fonctions de chargé d'affaires par intérim.
L'engagement des États-Unis en Sierra Leone a été étroitement lié aux efforts visant à promouvoir la paix, en particulier pendant la guerre civile en Sierra Leone de 1991 à 2002. Les États-Unis ont participé activement aux efforts internationaux visant à mettre fin à la guerre civile et à empêcher le commerce illicite de diamants provenant de la Sierra Leone.
L'épidémie d'Ebola qui a éclaté en mai 2014 a submergé les infrastructures médicales du pays jusqu'à ce que le confinement soit déclaré en novembre 2015. Le gouvernement sierra-léonais a lancé un plan de relance global, avec un soutien international considérable, notamment celui des États-Unis,. En 2023, les États-Unis ont annoncé une subvention de 450 000 dollars pour préserver un ancien bâtiment du Fourah Bay College.
Au cours de l'exercice 2006, l'aide bilatérale totale des États-Unis à la Sierra Leone, toutes catégories confondues, s'élevait à 29,538 millions de dollars. L'aide américaine s'est concentrée sur la consolidation de la paix, de la démocratie et des droits de l'homme, l'éducation sanitaire, en particulier la lutte contre le VIH/SIDA, et le développement des ressources humaines.
Depuis septembre 2023, l'Liste des ambassadeurs des États-Unis en Sierra Leone (en) est Bryan David Hunt (en). L'ambassadeur de la Sierra Leone aux États-Unis est S.E. Bockari Kortu Stevens et l'ambassade de la Sierra Leone est située à Washington.